# Spy Kids
Spy Kids är en amerikansk film från 2001 som handlar om två barn vars föräldrar är hemliga agenter.

## Handling
Barnen Carmen (Alexa Vega) och Juni (Daryl Sabara) tror att de har två helt vanliga föräldrar (Antonio Banderas och Carla Gugino). Men föräldrarna är hemliga agenter. Deras föräldrar får ett nytt uppdrag, som egentligen är en fälla. När barnen får reda på deras hemlighet beger de sig ut för att rädda sina föräldrar.

## Om filmen
Spy Kids regisserades av Robert Rodriguez, som även skrivit filmens manus. Rodriguez är även inblandad i filmens musik och produktion.
Filmen har fått tre uppföljare: Spy Kids 2 - De förlorade drömmarnas ö, Spy Kids 3-D: Game Over och Spy Kids 4D.

## Rollista
- Antonio Banderas - Gregorio Cortez
- Carla Gugino - Ingrid Cortez
- Alexa Vega - Carmen Cortez
- Daryl Sabara - Juni Cortez
- Danny Trejo - Isidor "Machete" Cortez
- Alan Cumming - Fegan Floop
- Tony Shalhoub - Alexander Minion
- Richard "Cheech" Marin - Felix
- Teri Hatcher - Ms. Gradenko
- Robert Patrick - Mr. Lisp
- Mike Judge - Donagon Giggles

## Svenska röster
- Kjell Bergqvist - Gregorio Cortez
- Maria Rydberg - Ingrid Cortez
- Elina Raeder - Carmen Cortez
- Niels Pettersson - Juni Cortez
- Jan Åström - Isidor "Machete" Cortez
- Ole Ornered - Fegan Floop
- Björn Granath - Alexander Minion
- Lars Dejert - Felix
- Eva Röse - Fröken Gradenko
- Johan Hedenberg - Herr Lisp

## Uppföljare
- Spy Kids 2 - De förlorade drömmarnas ö
- Spy Kids 3-D: Game Over
- Spy Kids 4D